# Cypern i olympiska sommarspelen 2012
Cypern deltog vid de olympiska sommarspelen 2012 i London, Storbritannien, som arrangerades mellan den 27 juli och den 12 augusti 2012.

## Medaljörer
| Medalj | Namn            | Sport   | Gren            |
| ------ | --------------- | ------- | --------------- |
| Silver | Pavlos Kontides | Segling | Herrarnas laser |

## Cykling
| Cyklist             | Gren                  | Tid     | Placering |
| ------------------- | --------------------- | ------- | --------- |
| Marios Athanasiadis | Herrarnas terränglopp | 1:43:25 | 40        |

## Friidrott
En idrottare uppnådde A-standarden
- Höjdhopp, herrar

Förkortningar
- Notera – Placeringar gäller endast den tävlandes eget heat
- Q = Kvalificerade sig till nästa omgång via placering
- q = Kvalificerade sig på tid eller, i fältgrenarna, på placering utan att ha nått kvalgränsen
- NR = Nationellt rekord
- N/A = Omgången inte möjlig i grenen
- Bye = Idrottaren behövde inte delta i omgången

Herrar
Fältgrenar
| Idrottare                | Gren           | Kval  | Kval      | Final            | Final            |
| Idrottare                | Gren           | Längd | Placering | Längd            | Placering        |
| ------------------------ | -------------- | ----- | --------- | ---------------- | ---------------- |
| Kyriakos Ioannou         | Höjdhopp       | 2.26  | 12 q      | 2.20             | 13               |
| Apostolos Parellis       | Diskuskastning | 63.48 | 13        | Gick inte vidare | Gick inte vidare |
| Konstantinos Stathelakos | Släggkastning  | 69.65 | 33        | Gick inte vidare | Gick inte vidare |

Damer
Bana och väg
| Idrottare      | Event | Heat     | Heat      | Semifinal | Semifinal | Final            | Final            |
| Idrottare      | Event | Resultat | Placering | Resultat  | Placering | Resultat         | Placering        |
| -------------- | ----- | -------- | --------- | --------- | --------- | ---------------- | ---------------- |
| Eleni Artymata | 200 m | 23.09    | 6 q       | 22.92     | 8         | Gick inte vidare | Gick inte vidare |

## Gymnastik
- Huvudartikel: Gymnastik vid olympiska sommarspelen 2012

### Rytmisk
| Idrottare              | Gren         | Kval   | Kval     | Kval   | Kval   | Kval    | Kval      | Final            | Final            | Final            | Final            | Final            | Final            |
| Idrottare              | Gren         | Boll   | Tunnband | Käglor | Band   | Totalt  | Placering | Boll             | Tunnband         | Käglor           | Band             | Totalt           | Placering        |
| ---------------------- | ------------ | ------ | -------- | ------ | ------ | ------- | --------- | ---------------- | ---------------- | ---------------- | ---------------- | ---------------- | ---------------- |
| Chrystalleni Trikomiti | Individuellt | 26.255 | 26.250   | 26.380 | 26.665 | 104.675 | 19        | Gick inte vidare | Gick inte vidare | Gick inte vidare | Gick inte vidare | Gick inte vidare | Gick inte vidare |

## Segling
Herrar
| Seglare           | Gren  | Lopp | Lopp | Lopp | Lopp | Lopp | Lopp | Lopp | Lopp | Lopp | Lopp | Lopp | Summerad poäng | Finalplacering |
| Seglare           | Gren  | 1    | 2    | 3    | 4    | 5    | 6    | 7    | 8    | 9    | 10   | M*   | Summerad poäng | Finalplacering |
| ----------------- | ----- | ---- | ---- | ---- | ---- | ---- | ---- | ---- | ---- | ---- | ---- | ---- | -------------- | -------------- |
| Andreas Carioulou | RS:X  | 13   | 26   | 10   | 27   | 11   | 30   | 16   | 12   | 12   | 23   | EL   | 150            | 17             |
| Pavlos Kontides   | Laser | 9    | 4    | 1    | 1    | 2    | 4    | 12   | 7    | 7    | 4    | 10   | 59             | 2              |

M = Medaljlopp; EL = Eliminerad – gick inte vidare till medaljloppet;

## Skytte
Cypern har kvalificerat tre platser i skyttegrenarna
- Skeet, herrar - 2 kvotplatser
- Skeet, damer - 1 kvotplats

## Tennis
| Spelare          | Gren       | Omgång 1                              | Omgång 2                 | Åttondelsfinaler               | Kvartsfinaler     | Semifinaler       | Final / BM        | Final / BM       |
| Spelare          | Gren       | Motståndare Poäng                     | Motståndare Poäng        | Motståndare Poäng              | Motståndare Poäng | Motståndare Poäng | Motståndare Poäng | Placering        |
| ---------------- | ---------- | ------------------------------------- | ------------------------ | ------------------------------ | ----------------- | ----------------- | ----------------- | ---------------- |
| Marcos Baghdatis | Herrsingel | Soeda (JPN) W 6–7(6–8), 7–6(7–5), 6–2 | Gasquet (FRA) W 6–4, 6–4 | A Murray (GBR) L 6–4, 1–6, 4–6 | Gick inte vidare  | Gick inte vidare  | Gick inte vidare  | Gick inte vidare |